# Luigi Palmieri
Luigi Palmieri (Faicchio, 23 aprile 1807 – Pompei, 9 settembre 1896) è stato un fisico e politico italiano.
Fu senatore del regno d'Italia nella XIII legislatura.

## Biografia
Dopo aver studiato al seminario di Caiazzo si trasferì al Seminario di Avellino. Studiò poi al Liceo di Salerno, dove fu prefetto di camerata. Conseguì la licenza in Belle Lettere nel 1829 e poi quella in Scienze fisiche e matematiche nel 1830. Fu professore presso il Liceo di Avellino e continuò gli studi laureandosi in Architettura nel 1834. Continuò poi ad approfondire gli studi delle scienze fisiche e matematiche all'Università di Napoli, conseguendo in seguito anche la laurea. Si sposò in Napoli nel 1841 con Angela Gigli, figlia dell'avvocato Mariano di Napoli. Nel 1845 divenne professore di fisica alla Scuola Navale del Regno a Napoli, quindi assistente di metafisica e in seguito successore del prof. Galluppi alla cattedra di fisica presso l'università partenopea.
Divenne direttore dell'Osservatorio vesuviano nel 1854. Per lui nel 1860 venne quindi creata la cattedra di fisica meteorologica e terrestre. Fu membro dell'Accademia delle Scienze di Napoli dal 1861 e dei Lincei, a partire dal 1871. Osservò da vicino tutte le eruzioni del vulcano; rischiò di perdere la vita in occasione di quella del 1872.
Si rese famoso anche per l'invenzione e lo sviluppo di apparati di misurazione dei fenomeni sismici e atmosferici. È stato l'inventore del sismografo elettromagnetico, conservato presso il Museo vulcanologico dell'Osservatorio Vesuviano e, con i suoi studi, ha dato un grosso contributo alla conoscenza dei fenomeni sismici.
Sposò Angela Gigli ed ebbe cinque figli.

### Studi e progetti
Per quanto riguarda la Fisica, si occupò delle correnti indotte dal campo magnetico terrestre e progettò nel 1845 un apparecchio chiamato "Apparecchio d'induzione tellurica" con il quale poteva verificare l'effetto fisico, chimico delle correnti indotte.
I suoi studi sul potenziale elettrico spaziarono dalla natura dell'elettricità, alla tensione elettrica e al potenziale elettrico; le sue ricerche sull'elettricità atmosferica lo portarono alla scoperta di una legge sull'elettricità nel corso delle piogge. Negli ultimi anni si impegnò nello studio delle correnti telluriche.
Palmieri si distinse per il grande numero di apparecchi elettrici realizzati nel corso della sua vita, tra i quali vanno ricordati l'apparecchio d'induzione per uso scolastico e medico, il telegrafo elettromagnetico, l'elettrometro e l'anemografo.
Nel 1882, Palmieri fu il primo a rivelare la presenza dell'elio sulla Terra (scoperto nel sole, da cui prende il nome, e sconosciuto fino ad allora sulla Terra), attraverso la linea spettrale D3, mentre analizzava la lava del Vesuvio.
Per quanto riguarda la sismologia e la vulcanologia, oltre ai suoi quarantennali studi sul Vesuvio, seguì anche i terremoti di Casamicciola del 1881, quello di Ischia del 1883.
I suoi studi filosofici lo portarono a risolvere un modello filosofico originale, che rappresentava la sintesi delle correnti filosofiche da cui era partito, lo Psicologismo, l'Ideologismo e l'Ontologismo. Si occupò di problemi gnoseologici, religiosi, cosmologici e pedagogici.

## Opere principali

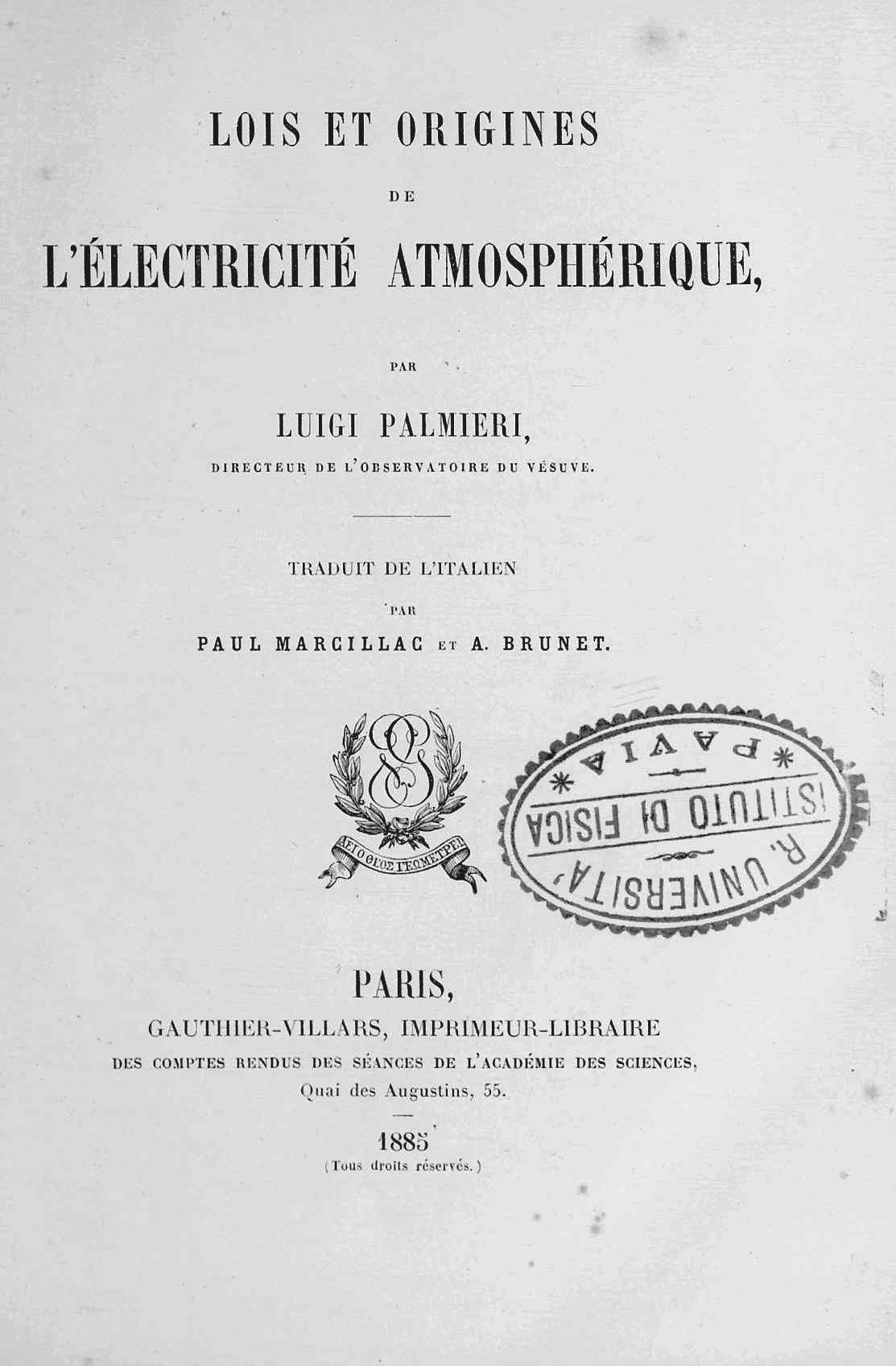
Leggi ed origine dell'elettricità atmosferica, 1885

- Lezioni elementari di Fisica sperimentale e di Meteorologia, Gaetano Nobili, Napoli, 1852
- Il Vesuvio e la sua storia, Faverio, Milano, 1880
- Nuove lezioni di Fisica sperimentale e di Fisica terrestre, Jovene editore, Napoli, 1883
- (FR) Leggi ed origine dell'elettricità atmosferica, Paris, Gauthier-Villars, 1885.

## Riconoscimenti
In suo onore un cratere d'impatto lunare di 40 km di diametro è stato denominato Cratere Palmieri.